# УДАД
УДАД (сомал. Ururka Dadka Puntland, UDAD, англ. Puntland People's Party; Ассоциация народов Пунтленда, Народная партия Пунтленда) — оппозиционная сомалийская политическая партия, действующая в Пунтленде.

## История
28 июня 2013 года вместе с рядом других партий УДАД организовала митинг в Босасо. Он является частью более широкой кампании политических партий в преддверии выборов в местные советы Пунтленда. Демонстранты несли машины и рекламные щиты с лозунгами в поддержку УДАД. Лидеры ассоциации, официальные лица и общественность прошли маршем по главным улицам Босасо, а затем собрались на футбольном стадионе, где с речами выступили партийные деятели, а также сторонники ассоциации.

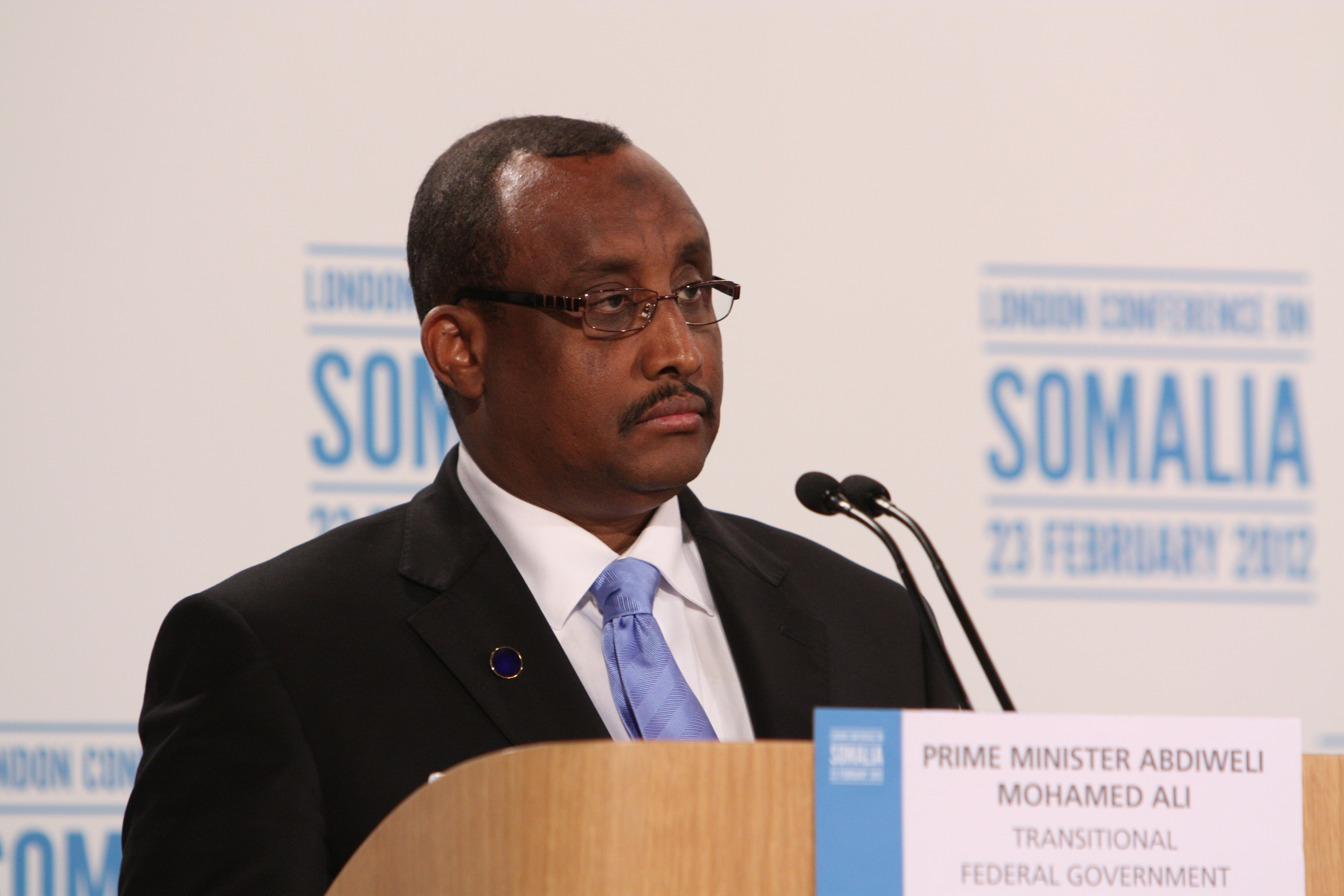
Абдивели Гаас, президент Пунтленда (2014—2019)

8 января 2014 года Абдивели Мохамед Али Гаас, экономист, получивший образование в США, на выборах был избран новым президентом Пунтленда с перевесом всего в один голос: за него проголосовали 33 депутата, а за второго — Абдирахмана Фароле, лидера и основателя партии Хорсид — 32 депутата. Фароле, который был президентом в течение 5 лет, признал поражение, заявив, что выборы прошли «гражданским» и мирным образом и стали образцом для остальной части Сомали. Затем он поздравил соперника с победой. «Пунтленд показал остальной части Сомали и всему миру, что демократическая культура здесь жива и процветает, и это то, чем мы должны руководствоваться в процессе восстановления нашей страны», — добавил он. 
23 августа 2014 года председатель партии Саид Фарах Сануэйн провёл пресс-конференцию в Гароуэ. Он подвёрг критике правительство Абдивели Али Гааса за невыполнение обещанного демократического процесса. Вскоре в этом году была сформирована избирательная комиссия, которая будет следить за этим процессом. Партия была одним из членов-учредителей партийных выборов администрации президента Абдирахмана Фароле (позже он решил отменить их, поскольку избирательные урны были уничтожены). «Мои основные критические замечания в адрес нынешней власти — это демократия, борьба с коррупцией. С точки зрения надлежащего управления, конституционных вопросов Пунтленда, федерализма и экономических вопросов», — заявил Сануэйн. Он также сказал, что правительство Гааса не смогло вовремя внедрить партийную систему. «Проявление федерализма и демократии это, конечно, хорошо, но сама демократия, включая министерство, вызывает споры... Мы ожидали, что местные советы, районные комиссары и деревни будут избираться напрямую, но пока это не было реализовано». Другие вопросы, обсуждаемые Саидом Фарахом, включают экономические вопросы, такие как налогообложение и прочее.